# 24701 Elyu-Ene
24701 Elyu-Ene è un asteroide della fascia principale. Scoperto nel 1990, presenta un'orbita caratterizzata da un semiasse maggiore pari a 3,9319916 au e da un'eccentricità di 0,1715235, inclinata di 15,54504° rispetto all'eclittica.
L'asteroide è dedicato al fiume Lena, attraverso l'endonimo in lingua evenki.